# Chiesa di San Rocco (Campegine)
La chiesa di San Rocco, o in modo più completo chiesa di San Rocco Confessore e San Sebastiano Martire, è la parrocchiale di Caprara, frazione del comune italiano di Campegine in provincia di Reggio Emilia. Appartiene al vicariato della Val d'Enza nella diocesi di Reggio Emilia-Guastalla e l'edificio che ci è pervenuto risale al XIX secolo.

## Storia
Il primitivo luogo di culto a Caprara risale probabilmente al XVII secolo e si trattava quasi certamente di un oratorio. La dedicazione originale dell'oratorio fu per la Visitazione di Maria Vergine a Santa Elisabetta ma dopo l'epidemia di peste del 1630 questa dedicazione divenne quella recente, a San Rocco, probabilmente per tener fede ad un voto dei fedeli di Caprara. Non più sufficiente alle necessità della popolazione locale il piccolo tempio venne riedificato tra il 1872 e 1875 con un sensibile ampliamento su progetto di Pietro Marchelli e con finanziamento del comune di Campegine. La chiesa venne elevata a dignità parrocchiale nel	1948 per disposizione del vescovo Beniamino Socche. Nel 1975 l'ente comunale fece dono della chiesa alla diocesi e nel 1978 gli interni e la facciata vennero arricchiti di decorazioni secondo lo stile neogotico. Dopo il terremoto dell'Emilia del 2012 fu necessario mettere in cantiere lavori di consolidamento statico e di restauro anche delle pareti dipinte.

## Descrizione

### Esterni
La chiesa si trova a Caprara, frazione di Campegine in provincia di Reggio Emilia. L'edificio mostra orientamento verso meridione e la facciata di forme basilicali a salienti è suddivisa in tre parti e caratterizzata da fasce bicolori. Nella porzione centrale il portale archiacuto neogotico è sovrastato in asse dalla grande finestra a rosone che porta luce alla sala, mentre nelle parti laterali vi sono due finestre, sempre in stile neogotico. La torre campanaria si alza in posizione arretrata sulla sinistra della struttura.

### Interni
La grande aula è suddivisa in tre navate composte ognuna da quattro campate. La navata centrale è di maggiore altezza ed ampiezza, separata dalle laterali da grandi archi ad ogiva retti da pilastri. La copertura della sala è con volta a crociera. Il presbiterio è leggermente rialzato e si conclude col coro a base poligonale. Sulla parete della controfacciata si conserva, sopra l'ingresso, la targa che ricorda le circostanze della fondazione e della dedicazione a San Rocco. Di particolare interesse dal punto di vista artistico sono due dipinti a olio, la pala d'altare raffigurante la Madonna in Gloria con i Santi Rocco, Sebastiano e Fabiano, patroni della frazione di Caprara e l'ovale che raffigura San Rocco, risalenti entrambi alla metà del XVII secolo. L'adeguamento liturgico del presbiterio è stato ultimato nel 1975.